# Robert de Hoog
Robert de Hoog (Alphen aan den Rijn, 18 november 1988) is een Nederlandse acteur. In 2011 speelde hij de hoofdrol in de film Nova Zembla van Reinout Oerlemans.  Bij het grote publiek is hij vooral bekend als "Tatta" uit de Videoland-serie Mocro Maffia.

## Biografie
De Hoog maakte zijn debuut in de telefilm Skin (2008) van regisseur Hanro Smitsman. Hem werd hiervoor zowel een Gouden Kalf voor Beste Acteur als een nominatie voor een International Emmy Award voor Best Actor toegekend.
In Den Helder, een One Night Stand-film van regisseur Jorien van Nes speelde hij eveneens een hoofdrol.
In 2010 speelde De Hoog in een korte film uit de reeks Life is Beautiful, het vervolg op de serie Boy Meets Girl Stories. In datzelfde jaar was hij te zien in Schemer van Hanro Smitsman, en ook in The Domino Effect, een film over de gevolgen van de kredietcrisis, geregisseerd door Paula van der Oest. De Hoog speelde naast Hanna Verboom de hoofdrol in Me & Mr Jones (2011), een speelfilm van Paul Ruven over Joran van der Sloot.
Ook speelde de acteur de rol van brutale tiener Sijp in de Nederlandse speelfilm 170 Hz (2011) van Joost van Ginkel. De film gaat over twee dove tieners en de dialogen in de film zijn in gebarentaal.
Voorts bemachtigde De Hoog een klein bijrolletje in War Horse van Steven Spielberg. Hij is echter niet in de uiteindelijke versie van de film te zien.
In 2011 sprak hij voor het eerst de stem van een speelfilmpersonage in, die van Fred O’Hare in de komische familiefilm Hop, een combinatie van live-action en animatie. In maart 2011 vonden de opnamen plaats van de One Night Stand-film Met Donker Thuis, waarin De Hoog samen met Gaite Jansen, Gijs Scholten van Aschat en Anneke Blok te zien was.
Ook speelt De Hoog de hoofdrol in Nova Zembla (2011) over de overwintering van Willem Barentsz en Jacob van Heemskerck op Nova Zembla. De Hoog speelt in deze eerste Nederlandstalige 3D-film de rol van Gerrit de Veer, het jonge bemanningslid dat een dagboek bijhield van de ontberingen die de mannen in de winter van 1596 moesten doorstaan.
In Love Eternal van Brendan Muldowney speelt De Hoog zijn eerste hoofdrol in een buitenlandse film. Ook was hij te zien in de thriller Black Out, een telefilm onder regie van Arne Toonen.
Tevens speelde De Hoog een van de hoofdrollen in Entertainment Experience, een filmproject van Paul Verhoeven, waarvoor de regisseur de hulp inroept van het publiek en talentvolle filmmakers.
In 2013 was De Hoog te zien in het derde seizoen van de BNN-serie Feuten, de film APP van regisseur Bobby Boermans en speelde hij een gastrol in de Engelstalige detectiveserie Crossing Lines. Verder stond hij dat jaar op het toneel bij TA-2 in Bloedbruiloft van Federico García Lorca.

## Privé
De Hoog is vader van twee zoons.

## Filmografie

### Film
- 2023: Mocro Maffia: Tatta - Rinus "Tatta" Massing
- 2019: Huisvrouwen bestaan niet 2 - Boy
- 2019: Baantjer het Begin - Siem Looder
- 2017: Bella Donna's - Yuri
- 2015: Homies - Timo
- 2014: Love Eternal - Ian Harding
- 2013: APP - Tim Maas
- 2012: Black Out - Gianni
- 2012: The Domino Effect - Nick
- 2012: Love Eternal - Ian Harding
- 2011: Nova Zembla - Gerrit de Veer
- 2011: 170 Hz - Sijp
- 2011: Zieleman - Jacob
- 2011: Me & Mr Jones - Remi Jones
- 2011: Hop - Fred O'Hare (stem)
- 2010: Mowgli en Fidel - Fidel
- 2010: Schemer - Mick
- 2010: Life Is Beautiful - Niels
- 2008: Als Alles Bijzonder Wordt (voorlichtingsfilm)[bron?]
- 2008: Skin - Frankie

### Televisie
- 2024: Gooische vrouwen - Dennis
- 2023: De stamhouder - de jonge Frans Münninghoff
- 2022-heden: Sleepers - Martin Oudkerk
- 2021: De Slimste Mens - deelnemer, eindigde als achtste
- 2021: Red Light - Donny
- 2018: Heer & Meester (film) - Danny Torenaar
- 2018-2024: Mocro Maffia - Rinus "Tatta" Massing
- 2018: Soof: een nieuw begin - Victor
- 2018: Zuidas - Edwin de Keizer
- 2017: Suspects
- 2016: Centraal Medisch Centrum - dokter Ivo Segers
- 2016: Heer & Meester - Danny Torenaar, gastrol
- 2014: Johan - Piet Keizer
- 2014: Heer & Meester - Danny, gastrol
- 2013: Atlas - deelnemer/teamcaptain
- 2013: Crossing Lines - gastrol
- 2013: Feuten - Vincent Francken
- 2013: Danni Lowinski - Rick van der Ven, gastrol
- 2012: Van God Los (televisieserie)
- 2011: Met Donker Thuis - Johnny
- 2011: Lijn 32 - Jason
- 2008: Den Helder - Maarten
- 2008: Roes - gastrol
- 2008: Hof van Joosten
- 2007: Skin - Frankie
- 2007: Keyzer & De Boer Advocaten - gastrol
- 1997: Zeeuws Meisje[10]

### Reclame
- 2008: Eneco - Klote zon (tv-reclame)
- 2006: Philips Wireless Headset (internetreclame)

## Theater
- 2019: De Kersentuin - Jepichodov Toneelgroep Amsterdam
- 2017-'18: Kleine zielen - Addy, Toneelgroep Amsterdam
- 2017: Obsession - Johnny, Toneelgroep Amsterdam
- 2016-'18: De dingen die voorbijgaan - Steyn de Weert, Toneelgroep Amsterdam
- 2016-'19: Husbands and Wives - Michael, Toneelgroep Amsterdam
- 2016: Liliom - (geen naam), Toneelgroep Amsterdam
- 2015-'18: Kings of war - Dauphin, Suffolk en Clarence, Toneelgroep Amsterdam
- 2015: In Vrede - Jonas, Toneelgroep Amsterdam
- 2014-'15 en 2017: Othello - Cassio, Toneelgroep Amsterdam
- 2014: Maria Stuart - Paulet, Toneelgroep Amsterdam
- 2014-'17: The Fountainhead - Steven Mallory, Alvah Scarret, Toneelgroep Amsterdam
- 2014: Totterdood - Robert, Toneelgroep Amsterdam
- 2013: Bloedbruiloft - Bruidegom (TA-2), Toneelgroep Amsterdam
- 2006-2007: Citizenship Jeugdtheaterhuis Z-H, theatervoorstellingen van Mark Ravenhill, regie: Theo Ham
- 2005-2006: Aap! Jeugdtheaterhuis Z-H, hoofdrol, regie: Theo Ham
- 2004: Bataljen I Homborsund Europees Theaterproject, Noorwegen, regie: Solvi Kleiva Ugland en Theo Ham
- 2003-2004: De Ramayana Jeugdtheaterhuis Z-H, familievoorstelling, regie: Theo Ham